# Stadt Luzern (1928)
Pour les articles homonymes, voir Stadt Luzern.
Le Stadt Luzern en français : « ville de Lucerne » est un bateau à aubes naviguant sur le lac des Quatre-Cantons, en Suisse. Il est exploité par la Schifffahrtsgesellschaft des Vierwaldstättersees en français : « compagnie maritime du lac des Quatre-Cantons ». C'est le dernier bateau à vapeur qui a été construit pour un lac suisse.

## Histoire
En 1926, la Dampfschiffgesellschaft des Vierwaldstättersees en français : « compagnie maritime du lac des Quatre-Cantons » renonce à la modernisation de vieux navires et en particulier du Stadt Luzern datant de 1887. Bien que les bateaux étaient précédemment construits chez Escher Wyss ou Sulzer, c'est en Allemagne que le Stadt Luzern est construit, chez Sachsenberg-Werke à Roßlau. Les fabricants suisses étaient nettement plus chers.
Deux jours après son voyage inaugural, une casse moteur l'envoya en réparation pendant plus d'un an. Il fut constaté que la machine ne répondait pas aux exigences et elle dut être remplacée par une machine à trois cylindres à flux continu fabriquée par Sulzer, du même type que la machine de l’Helvétie sur le lac Léman. Il reprit le service en juillet 1929.
Entre 1953 et 1954 la chaudière fut convertie du charbon au pétrole. De 1985 à 1985 le bateau subit une refonte en profondeur, puis une autre de 1997 à 2000.
Ce bateau utilise encore un vrai télégraphe entre la passerelle de navigation et la salle des machines. Il est possible de voir son fonctionnement depuis le hall d’embarquement grâce à une ouverture dans le plancher qui permet également d’observer le mouvement des trois bielles.

## Utilisation
Le Stadt Luzern est utilisé pour des balades touristiques sur le lac. À la fin de la saison 2009, il avait parcouru 935 117 km. Il est aussi utilisé occasionnellement pour des visites d'État ; Eva Perón ou Élisabeth II. Le Général Guisan l'utilisa en 1940 pour le rapport du Grütli en juillet 1940.

## Classement
Le bateau est classé en tant que bien culturel suisse d'importance nationale.

### Sources
- (de) Cet article est partiellement ou en totalité issu de l’article de Wikipédia en allemand intitulé « Stadt Luzern (1928) » (voir la liste des auteurs).